# Кошоктон (округ)
Округ Кошоктон (англ. Coshocton County) располагается в штате Огайо, США. Официально образован 31 января 1810 года. По состоянию на 2010 год, численность населения составляла 36 901 человек.

## География
По данным Бюро переписи США, общая площадь округа равняется 1 469,775 км2, из которых 1 460,528 км2 суша и 9,246 км2 или 0,630 % это водоёмы.

## Население
По данным переписи населения 2000 года в округе проживает 36 655 жителей в составе 14 356 домашних хозяйств и 10 164 семей. Плотность населения составляет 25,00 человек на км2. На территории округа насчитывается 16 107 жилых строений, при плотности застройки около 11,00-ти строений на км2. Расовый состав населения: белые — 97,35 %, афроамериканцы — 1,09 %, коренные американцы (индейцы) — 0,17 %, азиаты — 0,32 %, гавайцы — 0,03 %, представители других рас — 0,20 %, представители двух или более рас — 0,84 %. Испаноязычные составляли 0,59 % населения независимо от расы.
В составе 32,60 % из общего числа домашних хозяйств проживают дети в возрасте до 18 лет, 57,80 % домашних хозяйств представляют собой супружеские пары проживающие вместе, 9,20 % домашних хозяйств представляют собой одиноких женщин без супруга, 29,20 % домашних хозяйств не имеют отношения к семьям, 25,40 % домашних хозяйств состоят из одного человека, 11,90 % домашних хозяйств состоят из престарелых (65 лет и старше), проживающих в одиночестве. Средний размер домашнего хозяйства составляет 2,52 человека, и средний размер семьи 3,01 человека.
Возрастной состав округа: 26,20 % моложе 18 лет, 7,80 % от 18 до 24, 27,40 % от 25 до 44, 24,00 % от 45 до 64 и 24,00 % от 65 и старше. Средний возраст жителя округа 38 лет. На каждые 100 женщин приходится 95,50 мужчин. На каждые 100 женщин старше 18 лет приходится 92,70 мужчин.
Средний доход на домохозяйство в округе составлял 34 701 USD, на семью — 41 676 USD. Среднестатистический заработок мужчины был 31 095 USD против 21 276 USD для женщины. Доход на душу населения составлял 16 364 USD. Около 7,00 % семей и 9,10 % общего населения находились ниже черты бедности, в том числе — 10,40 % молодежи (тех, кому ещё не исполнилось 18 лет) и 9,10 % тех, кому было уже больше 65 лет.